# Margarita Ortega
Margarita Ortega Valdés (Sonora, 1871 – Mexicali, 23 novembre 1913) è stata una militare messicana. Magonista, fu una tiratrice scelta e spia.

## Biografia
Nacque da una ricca famiglia sonoriana guidata dai Dolores Valdés e Pablo Ortega. Si trasferì in Bassa California nel 1891 dove, nell'anno a venire, si sposò a Tecate con Pascual Gortar. La coppia ebbe una figlia, Rosaura Gortari Ortega, prima della morte di Pascual. Margarita si risposò con Manuel Demara, figlio di Antonio Demara.
Nel 1911, divenne membra del Partito Liberale Messicano, partecipando alla rivolta armata contro Porfirio Díaz. Nel 1913, venne catturata dalle milizie messicane, per essere torturta e infine uccisa.